# Kara Ben Nemsi

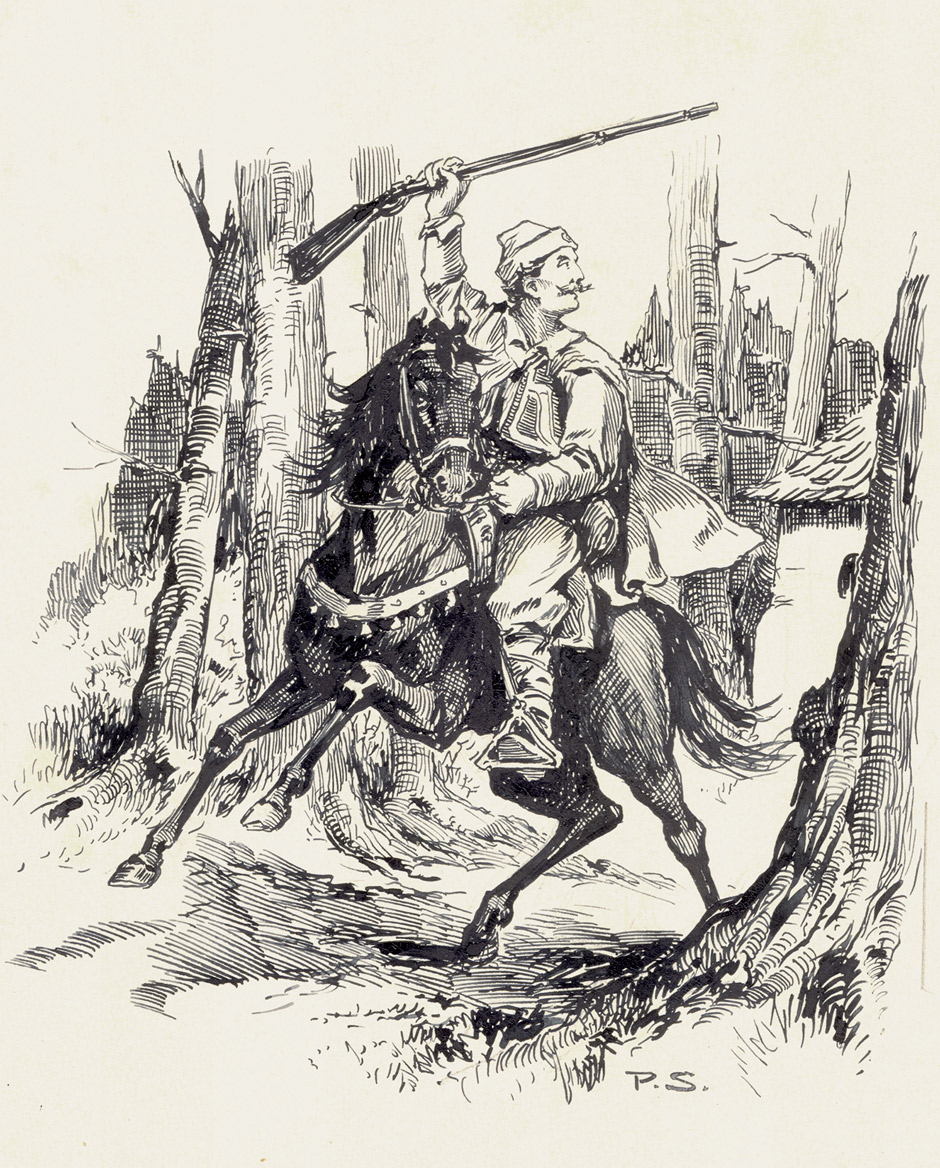
Kara Ben Nemsi auf Rih

Kara Ben Nemsi (türkisch Kara: „schwarz“, phonetische Anlehnung an „Karl“; Ben Nemsi: arabisch klingende Bezeichnung mit der Bedeutung „Sohn der Deutschen“) nennt sich der Ich-Erzähler in den Orient-Romanen von Karl May.
Er verkörpert dabei einen jungen Deutschen, der meist zusammen mit Begleitern wie seinem Diener und Führer Hadschi Halef Omar oder dem englischen Lord Sir David Lindsay durch Nordafrika, den Sudan, den Nahen Osten und den Balkan zieht und bei seinem Kampf für Frieden und Gerechtigkeit allerlei Abenteuer erlebt. Äußere Kennzeichen sind für Kara Ben Nemsi sein Pferd Rih und seine westlichen Schusswaffen, deren Kraft in den Gebieten, die er bereist, weitgehend unbekannt ist.

## Old Shatterhand
Kara Ben Nemsi und der Amerika durchstreifende Old Shatterhand sind ein und dieselbe, durch den Ich-Erzähler Karl May geschaffene und autobiographisch beeinflusste Person. Dies wird unter anderem in dem Roman Im Reiche des silbernen Löwen I (jetzt auch unter dem Titel Der Löwe der Blutrache) deutlich, wo sich der Erzähler als Old Shatterhand in den USA befindet und dort einen Bekannten aus dem Orient trifft, dem sich Old Shatterhand als „Kara Ben Nemsi“ zu erkennen gibt, oder in Satan und Ischariot II (jetzt auch unter dem Titel Krüger Bei), wo Old Shatterhand nach Tunis reist. Den Namen „Kara Ben Nemsi“ bekam Old Shatterhand von seinem ständigen Begleiter und Freund Hadschi Halef Omar.

## Entwicklung des Namens und Deutung des Begriffs „Nemsi“
May führt die Begriffe „Nemsi“ und „Nemsistan“ in seiner 1878 erschienenen, dritten Orienterzählung Die Rose von Sokna ein. Dort übersetzt er die von einem Karawanenführer beziehungsweise dem arabischen Diener des dort noch unbenannten Ich-Erzählers verwendeten Worte mit „Deutscher“ und „Deutschland“. Die Namensgebung „Kara Ben Nemsi“ findet in den 1880/81 erschienenen „Reise-Erinnerungen aus dem Türkenreiche von Karl May“ Giölgeda padishanün (später Durch die Wüste) durch den Diener Hadschi Halef Omar statt, der diesen Namen bei einer Vorstellung spontan erfindet:

„Der brave Mensch hatte mich einmal nach meinem Namen gefragt und wirklich das Wort Karl im Gedächtnisse behalten. Da er es aber nicht auszusprechen vermochte, so machte er rasch entschlossen ein Kara daraus und setzte Ben Nemsi, Nachkomme der Deutschen, hinzu.“

Aus einer späteren Stelle der Erzählung, wo er Nemtsche-schimakler („Nördliche Deutsche“) und Nemtsche-memleketler („Österreicher“) verwendet, geht hervor, dass May mit dem Begriffspaar „nemsi/deutscher“ eher eine Zugehörigkeit zu einem deutschen Staat im Sinne des Deutschen Bundes als zum seinerzeit erst wenige Jahre alten Deutschen Reich meinte.
Wenn es nicht um den Namen geht und in späteren Werken, verwendet May in seinen Orient-Erzählungen gerne die Bezeichnungen Almani und Belad el Alman/Almanja für „Deutscher“ und „Deutschland“:

„Das Land heißt Belad el Alman; ich bin also ein Almani oder, wenn Du das Wort vielleicht gehört haben solltest, ein Nemsi und heiße Kara Ben Nemsi. Mein Vaterland liegt weit über dem Meere drüben.“

Belad el Alman („Land der Deutschen“) wird auch direkt mit Kaiser Wilhelm I. und damit dem Deutschen Reich in Verbindung gebracht:

„Ich habe von dem Belad el Alman gehört. Es regiert da ein großer Sultan, welcher Wi-hel (Wilhelm) heißt und die Franzosen besiegt hat. Diese sind unsere Feinde; darum ist jeder Almani unser Freund, und meine Leute werden sich freuen, Dich zu sehen. Natürlich bist Du auch ein Krieger?“

Im alten Türkischen bzw. Osmanischen war nemse bzw. nemçe als Bezeichnung für Deutsch bzw. spezifischer Österreich im Gebrauch. Im heutigen Arabisch bedeutet Nimsa (نمسا) „Österreich“ und Nimsawi (نمساوي) „Österreicher“; ein Deutscher heißt Almani (ألماني) und Deutschland Almanya (ألمانيا). Nimsa und nemçe leiten sich vermutlich, wie die Bezeichnungen für „deutsch“ und „Deutschland“ in verschiedenen slawischen Sprachen, von der urslawischen Wurzel němьcь für „Fremder“ her (siehe Deutsch in anderen Sprachen#„niemc“/„nemet“ als Herkunft).
In späteren Werken bevorzugt May offensichtlich die direkte Ableitung von Kara aus seiner Bartfarbe anstatt aus seinem Vornamen:

„Was meinen Namen betrifft, so wurde ich nicht bei meinem eigentlichen, sondern, wie auf meinen früheren Reisen, Kara Ben Nemsi genannt. Kara heißt „schwarz“ und Ben Nemsi „Sohn der Deutschen“. Ich trug einen dunklen Bart und war ein Deutscher; daher dieser Name.“

## Kara Ben Nemsi in den Werken Karl Mays
In der folgenden Tabelle sind neben den Originaltiteln die aktuellen Nummern des Bandes und der Erzählung aus Karl May’s Gesammelten Werken (Titel können hier abweichen), der Titel des entsprechenden Reprints der Karl-May-Gesellschaft sowie Abteilung und Bandnummer der historisch-kritischen Ausgabe Karl Mays Werke (sofern bereits erschienen) angegeben.
| Titel                             | Jahr | Anmerkungen                                                                                        | Karl May’s Gesammelte Werke | Reprints der Karl-May-Gesellschaft                                                                         | Historisch-kritische Ausgabe |
| --------------------------------- | ---- | -------------------------------------------------------------------------------------------------- | --------------------------- | --- | ---------------------------- |
| Durch Wüste und Harem             | 1892 | seit 1895 unter dem Titel Durch die Wüste                                                          | 1                           | Giölgeda padiśhanün – Reise-Abenteuer in Kurdistan                                                         | IV.1                         |
| Durchs wilde Kurdistan            | 1892 | | 2                           | Giölgeda padiśhanün – Reise-Abenteuer in Kurdistan                                                         | IV.2                         |
| Von Bagdad nach Stambul           | 1892 | | 3                           | Die Todeskaravane – In Damaskus und Baalbeck – Stambul – Der letzte Ritt                                   | IV.3                         |
| In den Schluchten des Balkan      | 1892 | | 4                           | Die Todeskaravane – In Damaskus und Baalbeck – Stambul – Der letzte Ritt und Durch das Land der Skipetaren | IV.4                         |
| Durch das Land der Skipetaren     | 1892 | | 5                           | Durch das Land der Skipetaren                                                                              | IV.5                         |
| Der Schut                         | 1892 | | 6                           | Durch das Land der Skipetaren                                                                              |                              |
| Orangen und Datteln               | 1893 | |                             | |                              |
| • Die Gum                         | 1893 | ursprünglicher Titel: Unter Würgern Überarbeitung von Die Gum (1877) und Die Rose von Sokna (1878) | 10,01                       | (Kleinere Hausschatz-Erzählungen)                                                                          | IV.24                        |
| • Christus oder Muhammed          | 1893 | | 10,02                       | Christus oder Muhammed                                                                                     | IV.24                        |
| • Der Krumir                      | 1893 | | 10,03                       | Der Krumir                                                                                                 | IV.24                        |
| • Eine Ghasuah                    | 1893 | | 10,05                       | Christus oder Muhammed                                                                                     | IV.24                        |
| • Nûr es Semâ – Himmelslicht      | 1893 | | 48,11                       | Christus oder Muhammed                                                                                     | IV.24                        |
| • Christi Blut und Gerechtigkeit  | 1893 | | 48,08                       | Christus oder Muhammed                                                                                     | IV.24                        |
| • Mater dolorosa                  | 1893 | | 48,07                       | Christus oder Muhammed                                                                                     | IV.24                        |
| • Der Verfluchte                  | 1893 | | 48,12                       | Christus oder Muhammed                                                                                     | IV.24                        |
| Eine Befreiung                    | 1894 | in Die Rose von Kaïrwan                                                                            | 38,04                       | |                              |
| Im Lande des Mahdi I              | 1896 | | 16                          | Der Mahdi – Im Sudan                                                                                       | IV.9                         |
| Im Lande des Mahdi II             | 1896 | | 17                          | Der Mahdi – Im Sudan                                                                                       | IV.10                        |
| Im Lande des Mahdi III            | 1896 | | 18                          | Der Mahdi – Im Sudan                                                                                       |                              |
| Satan und Ischariot II            | 1897 | | 21                          | Krüger Bei – Die Jagd auf den Millionendieb                                                                |                              |
| Auf fremden Pfaden                | 1897 | |                             | |                              |
| • Er Raml el Helahk               | 1897 | | 10,04                       | Christus oder Muhammed                                                                                     | IV.26                        |
| • Blutrache                       | 1897 | | 23,03                       | Christus oder Muhammed                                                                                     | IV.26                        |
| • Der Kutb                        | 1897 | | 23,04                       | Christus oder Muhammed                                                                                     | IV.26                        |
| • Der Kys-Kaptschiji              | 1897 | | 23,05                       | Christus oder Muhammed                                                                                     | IV.26                        |
| • Maria oder Fatima               | 1897 | | 23,06                       | Christus oder Muhammed                                                                                     | IV.26                        |
| Im Reiche des silbernen Löwen I   | 1898 | | 26                          | Im Reiche des silbernen Löwen                                                                              | IV.22                        |
| Die „Umm ed Dschamahl“            | 1898 | später stark umgearbeitet in Im Reiche des silbernen Löwen II integriert                           | 48,13                       | Christus oder Muhammed                                                                                     |                              |
| Im Reiche des silbernen Löwen II  | 1898 | | 27                          | Im Reiche des silbernen Löwen                                                                              |                              |
| Am Jenseits                       | 1899 | | 25                          | |                              |
| Im Reiche des silbernen Löwen III | 1902 | | 28                          | Am Tode |                              |
| Im Reiche des silbernen Löwen IV  | 1903 | | 29                          | |                              |
| Bei den Aussätzigen               | 1907 | | 81,04                       | Christus oder Muhammed                                                                                     |                              |
| Abdahn Effendi                    | 1908 | | 81,01                       | Der Krumir                                                                                                 |                              |
| Merhameh                          | 1909 | Titelillustration lautet fälschlicherweise Marhameh                                                | 81,02                       | Christus oder Muhammed                                                                                     |                              |
| Ardistan und Dschinnistan I       | 1909 | | 31, Kapitel 1–14            | Der Mir von Dschinnistan                                                                                   | V.5                          |
| Ardistan und Dschinnistan II      | 1909 | | 31, Kapitel 15–16 und 32    | Der Mir von Dschinnistan                                                                                   | V.6                          |

Im Kapitel An der Tigerbrücke im Band Am Stillen Ocean  (1894) weist der Ich-Erzähler auf seine Identität mit Kara Ben Nemsi und Old Shatterhand hin.
Im Rahmen der Gesammelten Werke taucht Kara Ben Nemsi in zwei weiteren Bänden auf:
- In Mekka (1923), Fortsetzung zu Am Jenseits von Franz Kandolf
- Allah il Allah! (1931), eine Bearbeitung des Kolportageromans Deutsche Herzen – Deutsche Helden (1885–87). Dieser Kara Ben Nemsi ist im Original die Hauptfigur Oskar Steinbach. Die Erwähnungen in Der Derwisch (1933), einer weiteren Bearbeitung dieses Romans, stammen ebenfalls nicht aus Mays Feder.

In der Jugenderzählung Die Sklavenkarawane (1893) kommt Kara Ben Nemsi, im Gegensatz zum gleichnamigen Film, nicht vor.

## Karl-May-Filme mit Kara Ben Nemsi
In verschiedenen auf Karl Mays Werk basierenden Filmen, die oft nicht viel mehr als die Mayschen Personen und Motive aufgreifen, tritt die Figur auch auf:
- Auf den Trümmern des Paradieses (1920) mit Carl de Vogt
- Die Todeskarawane (1920) mit Carl de Vogt
- Die Teufelsanbeter (1921) mit Carl de Vogt
- Durch die Wüste (1936) mit Fred Raupach
- Die Sklavenkarawane (1958) mit Viktor Staal
- Der Löwe von Babylon (1959) mit Helmuth Schneider
- Der Schut (1964) mit Lex Barker
- Durchs wilde Kurdistan (1965) mit Lex Barker
- Im Reiche des silbernen Löwen (1965) mit Lex Barker

Im ZDF-Versuchsprogramm während der Funkausstellung 1963 wurden einige halbstündige Folgen einer 6-teiligen Serie mit dem Titel Mit Karl May im Orient ausgestrahlt. Kara Ben Nemsi wurde dabei von  Harry Walther, einem Darsteller der Karl-May-Spiele Bad Segeberg gespielt, Hadschi Halef Omar von Osman Ragheb. Die Qualität der Folgen soll so schlecht gewesen sein, dass man auf eine Wiederholung nach Eröffnung des regulären Sendebetriebs des ZDF verzichtete.
Im Fernsehen (ZDF) lief unter dem Titel Kara Ben Nemsi Effendi von 1973 bis 1975 eine 26-teilige Serie. Hauptdarsteller war Karl-Michael Vogler, den Hadschi Halef Omar spielte Heinz Schubert. Die Musik der Serie stammt von Martin Böttcher, der auch für zehn Karl-May-Kinofilme die Musik komponierte. In den Kinofilmen der 1960er Jahre wurde Kara Ben Nemsi von dem US-amerikanischen Schauspieler Lex Barker verkörpert.